# Deandre Ayton
Deandre Edoneille Ayton (Nassau, 1998. július 23. –) egy Bahama-szigeteki kosárlabdázó, jelenleg a Portland Trail Blazers játékosa a National Basketball Associationben (NBA). Egyetemen az Arizona Wildcats csapatában játszott, a 2017-es év ötcsillagos utánpótlásjátékosa volt. Első helyen választotta a Phoenix Suns a 2018-as NBA-drafton és beválasztották az első újonc csapatba 2019-ben.

## Korai évek
Deandre Edoneille Ayton 1998. július 23-án született nigériai apa, illetve jamaicai és Bahama-szigeteki anya gyermekeként. Középiskolás korában költözött San Diegóba (Kalifornia), hogy kosárlabdázzon.

## Statisztikák
A Basketball Reference adatai alapján.

### Egyetem
| Év      | Csapat  | JM | KM | JP/M | MG%  | 3P%  | BD%  | LP/M | GP/M | L/M | B/M | P/M  |
| ------- | ------- | -- | -- | ---- | ---- | ---- | ---- | ---- | ---- | --- | --- | ---- |
| 2017–18 | Arizona | 35 | 35 | 33.5 | .612 | .343 | .733 | 11.6 | 1.6  | .6  | 1.9 | 20.1 |

### NBA

#### Alapszakasz
| Év        | Csapat                 | JM  | KM  | JP/M | MG%  | 3P%  | BD%  | LP/M | GP/M | L/M | B/M | P/M  |
| --------- | ---------------------- | --- | --- | ---- | ---- | ---- | ---- | ---- | ---- | --- | --- | ---- |
| 2018–2019 | Phoenix Suns           | 71  | 70  | 30,7 | .585 | .000 | .746 | 10,3 | 1,8  | 0,9 | 0,9 | 16,3 |
| 2019–2020 | Phoenix Suns           | 38  | 32  | 32,5 | .546 | .331 | .753 | 11,5 | 1,9  | 0,7 | 1,5 | 18,2 |
| 2020–2021 | Phoenix Suns           | 69  | 69  | 30,7 | .626 | .200 | .769 | 10,5 | 1,4  | 0,6 | 1,2 | 14,4 |
| 2021–2022 | Phoenix Suns           | 58  | 58  | 29,5 | .634 | .368 | .746 | 10,2 | 1,4  | 0,7 | 0,7 | 17,2 |
| 2022–2023 | Phoenix Suns           | 67  | 67  | 30,4 | .589 | .292 | .760 | 10,0 | 1,7  | 0,6 | 0,8 | 18,0 |
| 2023–2024 | Portland Trail Blazers | 55  | 55  | 32,4 | .570 | .100 | .823 | 11,1 | 1,6  | 1,0 | 0,8 | 16,7 |
| 2024–2025 | Portland Trail Blazers | 40  | 40  | 30,2 | .566 | .188 | .667 | 10,2 | 1,6  | 0,8 | 1,0 | 14,4 |
| Összesen  | Összesen               | 398 | 391 | 30,8 | .590 | .230 | .755 | 10,5 | 1,6  | 0,7 | 1,0 | 16,4 |

#### Rájátszás
| Év       | Csapat       | JM | KM | JP/M | MG%  | 3P%  | BD%  | LP/M | GP/M | L/M | B/M | P/M  |
| -------- | ------------ | -- | -- | ---- | ---- | ---- | ---- | ---- | ---- | --- | --- | ---- |
| 2021     | Phoenix Suns | 22 | 22 | 36,4 | .658 | —    | .736 | 11,8 | 1,1  | 0,8 | 1,1 | 15,8 |
| 2022     | Phoenix Suns | 13 | 13 | 30,5 | .640 | .500 | .636 | 8,9  | 1,7  | 0,4 | 0,8 | 17,9 |
| 2023     | Phoenix Suns | 10 | 10 | 31,9 | .550 | —    | .522 | 9,7  | 1,0  | 0,6 | 0,7 | 13,4 |
| Összesen | Összesen     | 45 | 45 | 33,7 | .629 | .500 | .661 | 10,5 | 1,3  | 0,6 | 0,9 | 15,9 |

## Díjak

### NBA
- NBA Első újonc csapat (2019)
- Rising Stars Challenge résztvevő (2019)

### Egyetem
- Karl Malone díj (2018)[3]
- All-Pac-12 torna csapata (2018)[4]
- Pac-12 A torna legkiemelkedőbb játékosa (2018)[4]
- NBC Sports All-American Első csapat (2018)[5]
- AP Pac-12 Az év játékosa (2018)[6]
- AP Pac-12 Az év újonca (2018)[6]
- AP Pac-12 All-American Első csapat (2018)[6]
- USA Today All-American Első csapat (2018)[7]
- Sporting News All-American Első csapat (2018)[8]
- Pac-12 Az év játékosa (2018)[9]
- Pac-12 Az év elsőéves játékosa (2018)[9]
- All-Pac-12 Első csapat (2018)[10]
- All-Pac-12 Elsőéves csapat (2018)[10]
- All-Pac-12 Védekező csapat (2018)[10]
- USBWA District IX Az év játékosa (2018)[11]
- USBWA District IX All-District csapat (2018)
- USBWA All-American Első csapat (2018)
- NABC All-American Első csapat (2018)
- NABC District 20 Első csapat (2018)
- AP All-American Első csapat (2018)

### Középiskola
- All-USA Boys Basketball Első csapat (2017)
- Naismith High School Boys All-America Első csapat (2017)
- Maxpreps High School Boys Basketball All-American Harmadik csapat (2017)

### Visszavonultatott mezszámok
- Hillcrest Prep – 0[12][13]

## Magánélete
A Dorian hurrikán Bahamákra való érkezését követő napokban Ayton 100 ezer dollárt adományozott az ország érintett területeinek.
2021 márciusában született első gyermeke, Deandre Ayton, Jr.